# Монастырь Бланьяк
Монастырь Бланьяк (фр. Monastère de Notre Dame des Sept-douleurs et de Sainte-Catherine de Sienne) — бывший женский доминиканский (траппистский) монастырь, располагавшийся в коммуне Бланьяк, близ Тулузы; действовал с 1852 по 1939 год, размещаясь во дворце, построенном в середине XVII века бароном Жаном д’Альдегье из аристократического рода Мийо.

## История и описание
В 1852 году траппистки из монастыря Мобек (Монтелимар) основали монастырь Бланьяк. В 1939 году они были изгнаны из-за строительства аэропорта Тулуза-Бланьяк и переехали в монастырь Ривет к югу от Бордо для переселения. Их примеру последовали доминиканские монахини в Бланьяке, а с 1987 года — Община беатификаций.

## Настоятельницы и Аббатисы
- Мари Аньес Монжо (1852—1853)
- Хильдегарде Шрайбер (1853—1891)
- Луиза Дюпоннуа (1891—1932, первая настоятельница)
- Мадлен Фрейдье (1932—1939)